# سمندر (مجموعه تلویزیونی)
سمندر(Salamander) نام مجموعه‌ای تلویزیونی درام بلژیکی است که نخستین بار ۳۰ دسامبر۲۰۱۲ در شبکه این (یک) پخش شد. دوازده قسمت آن را وارد هل سلمنس نوشته و توسط شرکت اسکای لاین تهیه شده است